# Château de Chalancey
Le château de Chalancey, situé à Chalancey, commune de la Haute-Marne, est inscrit aux Monuments Historiques. Il date des XVIe et XVIIe siècles.

## Description
La façade rectiligne à grandes croisées, la tour circulaire à canonnières ajoutée à l'enceinte et la voûte d'ogive de la tour carré date du XVIe siècle.
L'aile construite au XVIIe siècle, dans le prolongement du logis, enveloppant la tour carrée appartient à la même campagne que le jardin sur terrasse aménagée autour du château.
Les appartements ont été réaménagés dans la seconde moitié du XVIIIe siècle ; chambre à alcôve avec décor de stuc et peintures.

## Histoire

### Construction

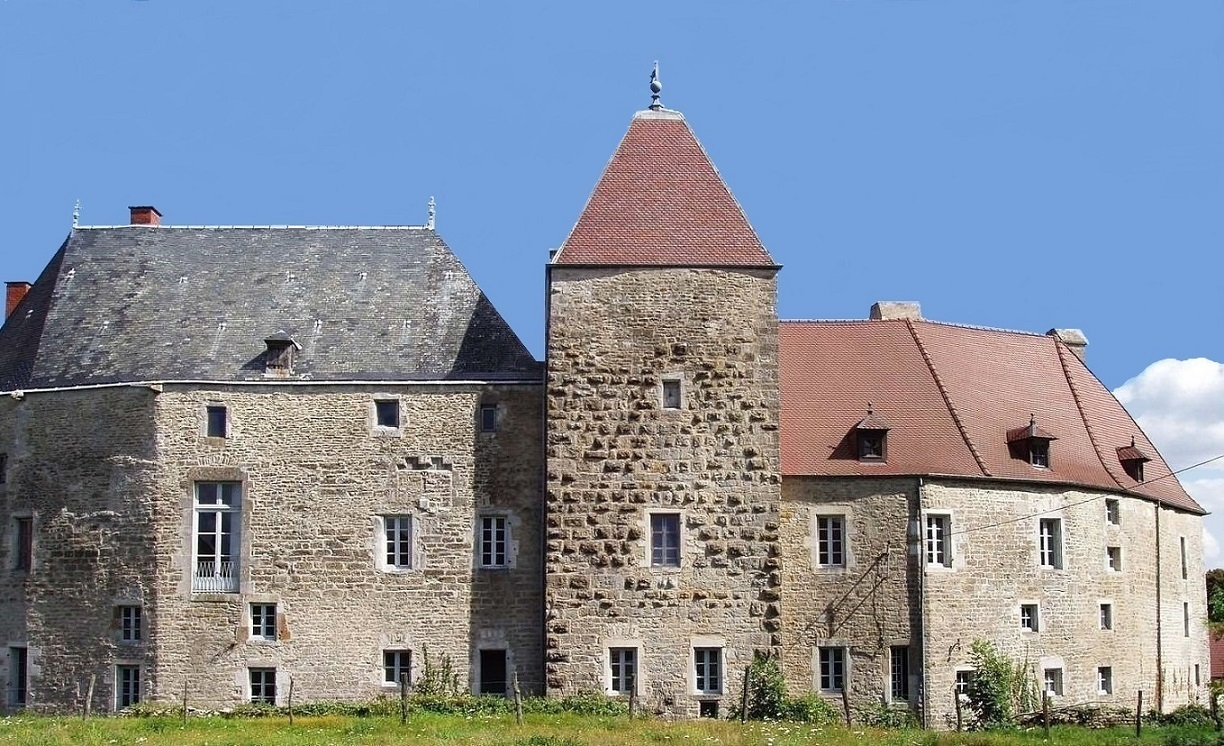
Le château

La seigneurie est mentionnée en 1183 et en 1370.
Le château a été construit à l'emplacement d'un château féodal construit à la fin du XIIe siècle, début du XIIIe siècle par les seigneurs de Grancey.
Le logis actuel a été reconstruit au début du XVIe siècle sans toutefois respecter les dispositions médiévales. Ces travaux sont attribués à Louis Seclier, receveur général des Finances en Bourgogne. L'une des porteries porte le millésime de 1618 et les armes de Claudine d'Orge, veuve de Léonard de Damas de Thianges.
Vers 1820, le baron de Chalancey, propriétaire des lieux, aménagea les jardins du parc à l'anglaise, avec une grotte artificielle.

### Propriétaires
Après avoir appartenu à la famille de Grancey qui possédait Châteauvillain, le fief a appartenu aux familles les plus considérables de Langres :

#### Famille Girault
- Sieur Riboteau, dit Scotefer, chevalier, qui vivait à la fin du XVe siècle et qui eut un fils et une fille :
  - Jean Riboteau de Scotefer, qui a épousé vers 1525 Marguerite Delecey, fille de Jean et de Perrette Yvernet, qui ne semble pas lui avoir donné de descendance.
  - Une fille décédée le 26 juillet 1533 à Langres qui hérita du fief et avait épousé Nicolas Girault, dit le Jeune, procureur aux aides du pays de Langres, seigneur de Semoutiers, fils de Claude Girault, seigneur de Récourt, homme d'armes des ordonnances du roi et son procureur à Langres, et de Guillemette de Goyot. Elle laissa un garçon et quatre filles, dont :
- Claude II Girault (1490-Langres 1558), seigneur de Chalancey et de Cray-lès-Nogent, marié à Claudette Girardot qui lui donne six enfants, dont :
- Simon Girault, né en 1552 à Langres, seigneur de Chalancey et de Vesvres, marié à Églantine Vallot qui lui donna dix enfants, dont :
- Claude II Girault, seigneur de Chalancey, marié à Anne Dubois de La Rochette, sans descendance connue.

(...)

#### Famille de Damas
- Claudine d'Orge, dame du Deffend, était en 1618 dame de Chalancey et veuve de Léonard de Damas, comte de Thianges, chevalier de l'Ordre de Saint-Michel, fils cadet de Georges de Damas, vicomte de Chalon, chambellan de François Ier, sénéchal de Toulouse, et de Jeanne de Rochechouart. Ils eurent pour fils :
- François de Damas, marié le 31 janvier 1580 avec Françoise Palation, dame de Dio, qui lui donna 11 enfants dont 3 fils :
- Charles de Damas, marié à Jeanne de La Chambre, eut deux fils dont :
- Claude-Éléonor de Damas, comte de Chalancey, seigneur de Savigny, de Dio, de Fleury-les-Tours, du Deffend, de Gratiroz, etc., marié en 1665 à Gabrielle de Rochechouart de Mortemart, fille de Gabriel et de Diane de Grandsaignes, qui lui donna plusieurs filles et un fils. Mestre de camp de cavalerie, il siégea aux États de Bourgogne de 1645, de 1662 et de 1682.
- Claude-Henri de Damas (1663-1708), marquis de Thianges, comte de Chalancey, marié une première fois à Geneviève de Harlay, une seconde fois à Anne de La Chapelle, mais ils n'eurent pas d'héritier.

#### Famille Bichet
- Jean-Baptiste Étienne Bichet (1714), fils de Jean-Baptiste Auguste Bichet, seigneur d'Isôme, procureur du roi au bailliage de Langres, et de Marie-Marguerite Delecey, se qualifiait de baron de Chalancey. De son mariage avec Marie-Anne Seurrot de Vivey, on lui connaît deux enfants, dont :
- Jean-François Bichet de Chalancey (Langres 1767-Langres 1832), baron de Chalancey, seigneur de Vesvres et de Vaillant, qui fut chevau-léger de la Garde, puis capitaine au régiment de Rohan-Soubise, puis participa au débarquement de Quiberon comme lieutenant au régiment Royal-Louis, puis devint en 1815 colonel de la Légion de la Haute-Marne. Il a fait construire à Langres, rue des Jacobins, la maison qui est devenue la sous-préfecture. Il épousa le 29 août 1791 à Chalancey Françoise Delecey de Changey, fille d'Étienne-Bernard, dit l'Indien, et de Françoise Léauté de Grissey. Ils eurent un fils Arthur mort jeune et une fille :
- Clémence Bichet de Chalancey (1797-1866), propriétaire de Chalancey, qui a épousé le 2 février 1818 à Langres Louis-Auguste-Marcel d'Esclaibes d'Hust, fils de Théodore d'Esclaibes d'Hust et de Marie-Thérèse de Rarécourt de la Vallée. Elle a fait aménager le parc à l'anglaise.

#### Famille d'Esclaibes d'Hust
- Louis-Auguste-Marcel d'Esclaibes d'Hust (1783-1845) fut colonel d'artillerie puis agronome.
- Henry-Adrien-Joseph-Marie comte d’Esclaibes (1909-1997) fut général de brigade d'infanterie.

## Pour approfondir